# Drapieżnik szczytowy

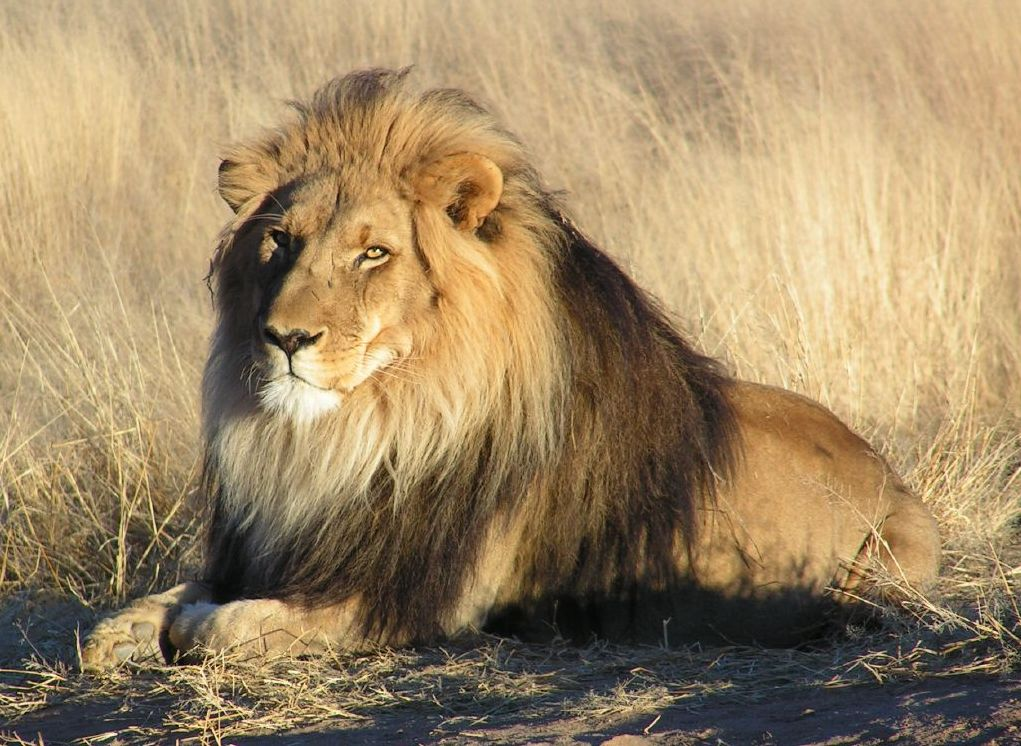
Lew jest przykładem afrykańskiego drapieżnika szczytowego.

Drapieżnik szczytowy (drapieżnik alfa) – drapieżnik na szczycie łańcucha pokarmowego, bez naturalnych wrogów, które by na niego polowały. Drapieżniki szczytowe są definiowane za pomocą poziomów troficznych i zajmują tam najwyższy poziom. Jedynym bezpośrednim zagrożeniem dla drapieżnika szczytowego są ludzie.

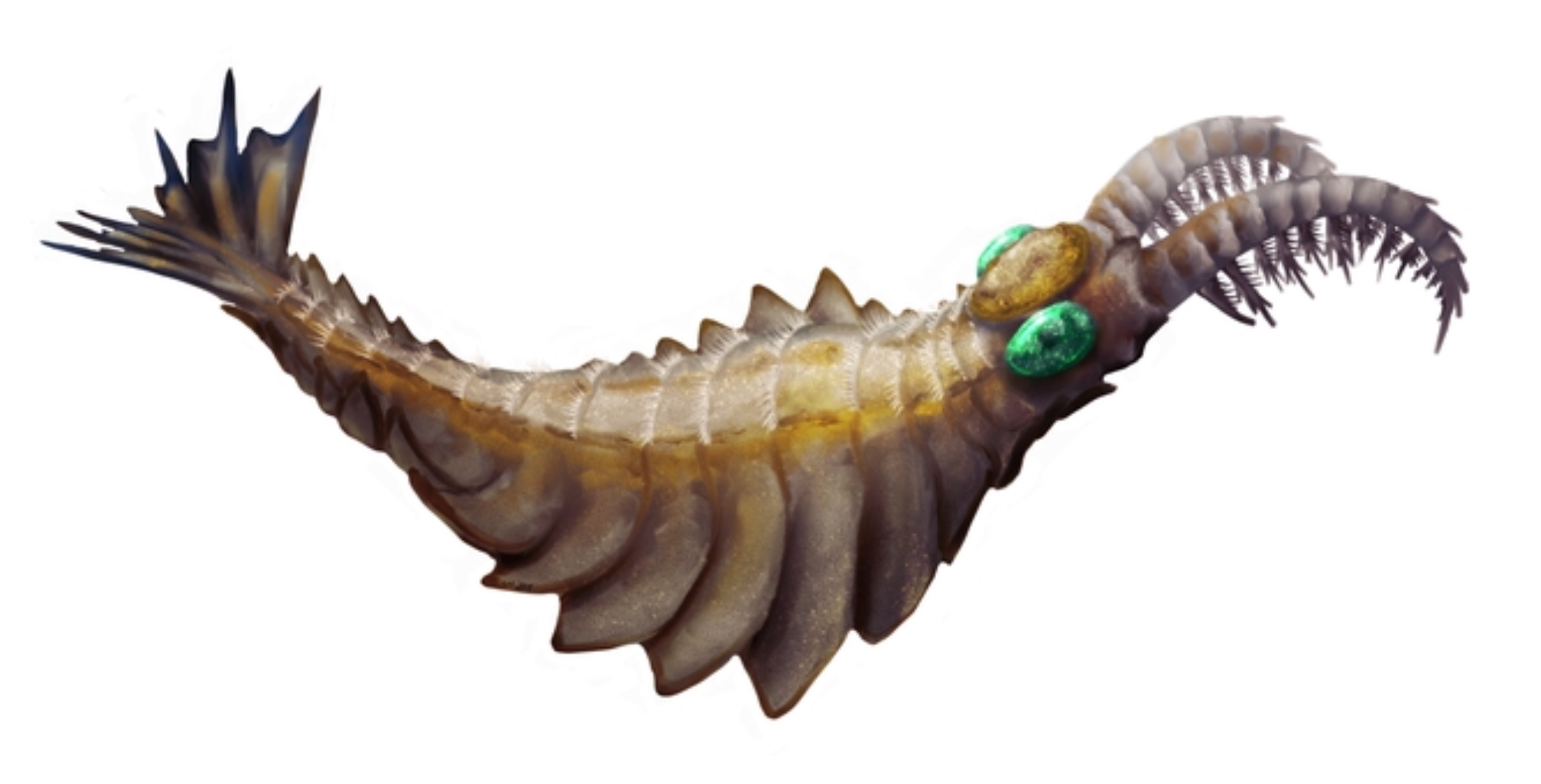
Rekonstrukcja Anomalocaris – najprawdopodobniej pierwszego drapieżnika szczytowego.

Drapieżniki te mają długą historię ewolucji, datowaną przynajmniej na okres kambryjski, kiedy zwierzęta takie jak Anomalocaris dominowały w morzach.